# Louise Merkel-Romée
Louise Merkel-Romée (* 30. Jänner 1888 in Krakau in Österreich-Ungarn; † 15. August 1977 in Wien) war eine österreichische Künstlerin. Sie war Mitglied der Zinkenbacher Malerkolonie.

## Leben
Wie ihr Ehemann Georg Merkel stammte Louise aus Galizien. Zwischen 1903 und 1905 erhielt sie privaten Zeichen- und Malunterricht von ihrem späteren Ehemann Georg, den sie 1908 heiratete. Im selben Jahr erfolgte eine Reise nach Wien. Zwischen 1908 und 1914 lebte das Ehepaar dann in Paris. 1914 erfolgte die Übersiedlung nach Wien, wo sie ihre Ausbildung in der Malerei fortsetzen konnte. Sie fand schnell Zugang zur Künstlergesellschaft, so war sie eines der ersten weiblichen Mitglieder des Wiener Hagenbundes, dem sie ab 1919 als „korrespondierendes Mitglied“ angehörte. Sie wurde auch von 1925 bis 1938 als außerordentliches Mitglied in den Akten geführt, was ihr die Möglichkeit zu regelmäßigen Ausstellungen bot. 1931 beteiligte sie sich mit einigen Werken an der Ausstellung „Wiener Frauenkunst“. Im Jahre 1936 fand eine Kollektivausstellung ihrer Werke in Wien statt.
1938 folgte sie ihrem Mann in die Emigration nach Frankreich. In den 50er und 60er Jahren setzte sie ihre Ausstellungstätigkeit fort. Ihre künstlerischen Schwerpunkte war die Landschafts- und Porträtmalerei, zudem fertigte sie viele Stillleben. Nach einer schweren Erkrankung kehrte sie 1971 wieder nach Wien zurück. Sie ist dort gemeinsam mit ihrem Mann im Wiener Zentralfriedhof begraben. Ihre Werke werden heute noch im Kunsthandel zu vertretbaren Preisen angeboten.